# Шахсевены
 Шахсевены (азерб. شاهسون‌, Şahsevənlər — любящие шаха, преданные шаху) — этнографическая группа азербайджанцев или тюркский народ, проживающие на северо-западе Ирана — в основном области Ардебиль, Восточный Азербайджан, Зенджан
, и на юге-востоке Азербайджа́нской Респу́блики.
Основу этой этнической группы составляет племя, переселившееся под предводительством Юнсур-паши с территории Турции (Османской империи) на территории иранских земель. После переговоров с шахом Аббасом и получения названия «шахсевен», племя расселилось в районе провинции Ардебиль и Мугани, выбрав основателем новой племенной династии Юнсур-пашу. В период Каджаров, шахсевены составляли лучшую конницу в армии. Привилегированное положение шахсевен сохранялось вплоть до правления Резы Пехлеви.
Согласно этнографу Ивану Шопену шахсевены являлись потомками сельджуков, которые относятся к одной из ветвей огузов.
Имеют общие корни с кашкайцами. Говорят на муганском диалекте азербайджанского языка и исповедуют ислам, шиитского толка.

## Общие сведения

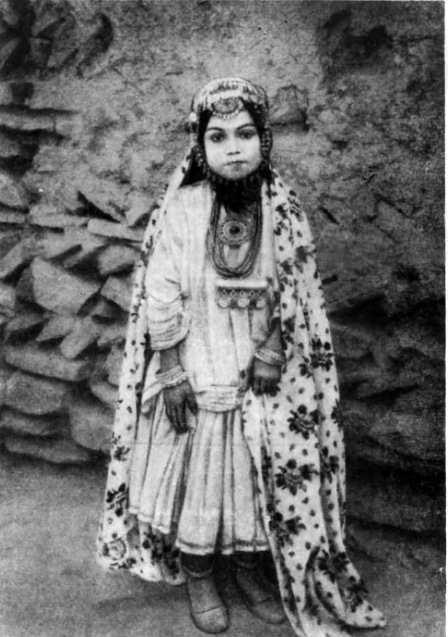
Девочка-шахсевенка. Фотограф А. В. Севрюгин. Конец XIX века

В исторических текстах упоминается, что во время правления сефевидского шаха Аббаса I, кызылбашские племена, составляющие прежде основу армии Сефевидов, подняли восстание против шаха. Для защиты территорий и собственной власти, шахом было принято решение собрать новое войско, состоявшее из невоенного тюркского населения различных регионов, к которым относились Малая Азия и Двуречье. Данная группа получила название «шахсевены» — люди шаха/преданные шаху/любящие шаха. Шахсевены сумели подавить восстания и защитить границы территорий от узбекских завоевателей. Также являлись защитниками Персии от нападок Турции и России.
Начало формированию этой группы положил в XVI веке сефевидский шах Аббас I, который с целью ослабить влияние кызылбашских племенных вождей, начал создавать специальную гвардию из членов кызылбашского племенного объединения, получившей название «шахсевен» (азерб. Şahsevən — букв. любящие шаха). Основу шахсевен составили семь кызылбашских племён. Шахсевенами было основано Ардебильское ханство. Главами ханства являлись Бедр-хан, Назарали-хан и Насир-хан.
500 османским военнопленным, в основном солдатам из Сиваса и Диври, ставшим шахсеванами, были выделены земли возле Эрисбара и Арана.
По данным начала XIX века около 2000 шахсевенских семей были переселены в Карабах из Персии.
По сообщению Эвлия Челеби войска Бакинского ханства состояли из «шахсеванов» и «дизчёкян».
Гаджи Зейналабдин Ширвани в 1831 году писал о наличии шахсевен в Хорасане, Кабуле, Кашмире.
Традиционным занятием шахсевенов было кочевое скотоводство — разведение овец (существует порода овец «шахсевен»), крупного рогатого скота как тягловой силы, верблюдов и лошадей. Летом они кочевали в Себеланских горах, зимой — в Муганской степи. В конце XIX века начинается переход шахсевенов к оседлому образу жизни.
В XIX в. произошли большие изменения в социально-экономической жизни шахсевенов. Бесконечные споры из-за пастбищ, стихийные бедствия (разливы рек, отсутствие воды, падеж скота, эпизоотия) вынудили их к переходу к оседлой жизни. Особенно тяжело было в 1871—1872 гг.: болезни, засуха и суровая зима 1859 г. (гоюн гыран ил — год падежа барана) вынудили их переселиться в более благополучные регионы страны — в Ленкоранский, Шемахинский и Джавадский уезды и вести оседлый образ жизни.
Шахсевены принимали активное участие в событиях в Мугани периода 1918—1919 годов.
В научной литературе, учитывая общность главного традиционного направления хозяйства — занятия скотоводством, карапапахов, падаров и шахсевенов нередко называют собирательным термином терекеминцы, объединяя тем самым все три группы.
Из бейлаганского села Шахсевен, происходил Герай Асадов — участник Великой Отечественной войны, гвардии сержант, Герой Советского Союза. Родом из шахсевен (по матери) был Гылман Илькин — Народный писатель Азербайджана.

## Численность и расселение

### В Иране
Сегодня большая часть шахсевенов осела в деревянных домах, получивших название «тахте гапу», которые выстраивались по пути следования кочевья, которое, в свою очередь, было необходимо для выкармливания скота и поиска пастбищ. Подобные стоянки получили распространение близ Ардебиля, Биле-Сёвера, Парсабада, а также некоторых областей Иджруда, Зенджана, Сераба, Калейбара и провинции Восточный Азербайджан. Также некоторые шахсевены проживают в Центральной провинции страны, в Тегеране, Казвине и Хамадане.
Существует большое количество данных, полученных в 968—1361 гг. по солнечной хиджре, согласно которым общая численность шахсевенов постоянно варьируется. Согласно переписи населения 1996 г., численность шахсевенских семей насчитывает 12353 семьи, что составляет 81917 человек.
По данным исследователя Ричарда Таппера на 2002 год численность шахсевенов составляла 300000 человек (большинство оседлые).
Турецкий лингвист Ахмет Чам обозначает численность шахсевен Мугани и Карадага на 1993 год в 3 миллиона человек (47 оймаков), указывая, что в 1995 году численность падает до 300000.

### В Азербайджане

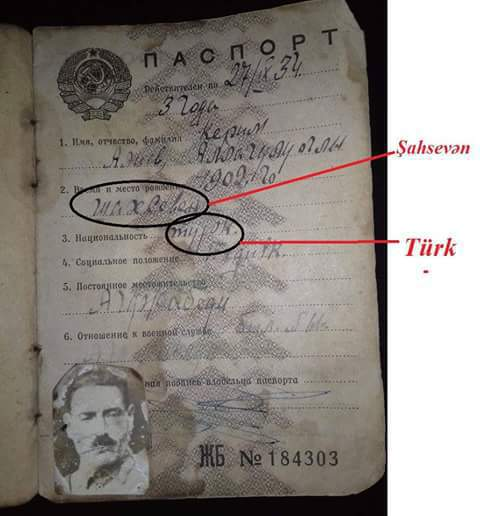
Советский паспорт тридцатых годов с указанием национальности — шахсевен-турок. Место жительства —Агджабеди

#### Северо-восток
Часть населения, поселившаяся на территории Кубинского ханства с позволения Фатали-хана пришла с юга Азербайджана, а именно из Ардебиля, Гарадага, Мугани и других регионов. В архивных документах содержится информация о приходе тюрков в Кубинское ханство под предводительством
Шахсеван Мухаммед Таваби Хана. Шахсевены основали Баяндурлу, Чахмаглы, Хисун, Хаджилы, Хармандали, Устаджли, Ламан, Гарадаглы и другие сёла. Существовали определённые причины переселения шахсевен Гусейнали-ханом, а затем и Фатали Ханом. Таким образом, Кубинский хан хотел использовать воинственные шахсевенские племена в качестве военной силы, и в то же время он хотел увеличить население Шабрана, Мушкура (ныне Хачмазский район) и Бермека, ранее подвергшееся демографическим потрясениям во время происходивших в регионе исторических событий. Неслучайно переселённое население было расселено в этих округах.
В XVIII веке после покорения Сальянов в 1759 году, Фатали-хан переселил в Кубинское ханство из Муганской степи несколько шахсевенов.
В источниках сообщается следующее: «Шабранскаго округа жители, перешедшие из Маганской степи, поселившиеся тут в правление Фет-Али хана и отца его Гусейн-Али хана, следуют секте Алиевой, а говорят, как кубинцы, языком, называемым тюркю».
Переселившиеся в Кубу шахсевенцы «народ... отличной, храбрый и лучшие наездники... в летнее время кочуют на горных частях сей провинции, а в зимнее время имеют свои дома в Шабранском округе», отведенном им кубинскими властями и занимаются скотоводством.
.
Согласно историческим источникам, шахсевены переселились в регион из внутренних областей Персии, в частности из Муганской степи. Они принадлежали к шиитской ветви ислама, в отличие от суннитского населения горных районов. Шабранский округ был выделен им Фетх Али-ханом Кубинским (XVIII век) для зимнего проживания. Летом они кочевали в нагорных районах, а зимой возвращались в Шабран.
В одном из источников говорится о шахсевенах: «Шайсевен Таваби Магомед-хан… с народом своим шайсевеном поселился из Ердевиля с позволения Фатали-хана в Шабране и Мускюре, составляя следующие деревни: Баиндурли, Чаемагли, Хисун, Чагатай, Хайдчили, Кормандали, Гебели, Устадчали, Кеуладаели и другие, с их кроме положенной своему господину и Кубинскому хану собирается подать».
Один из вождей шахсевенов Аса-хан (Хасан-хан) являлся союзником Фатали-хана.

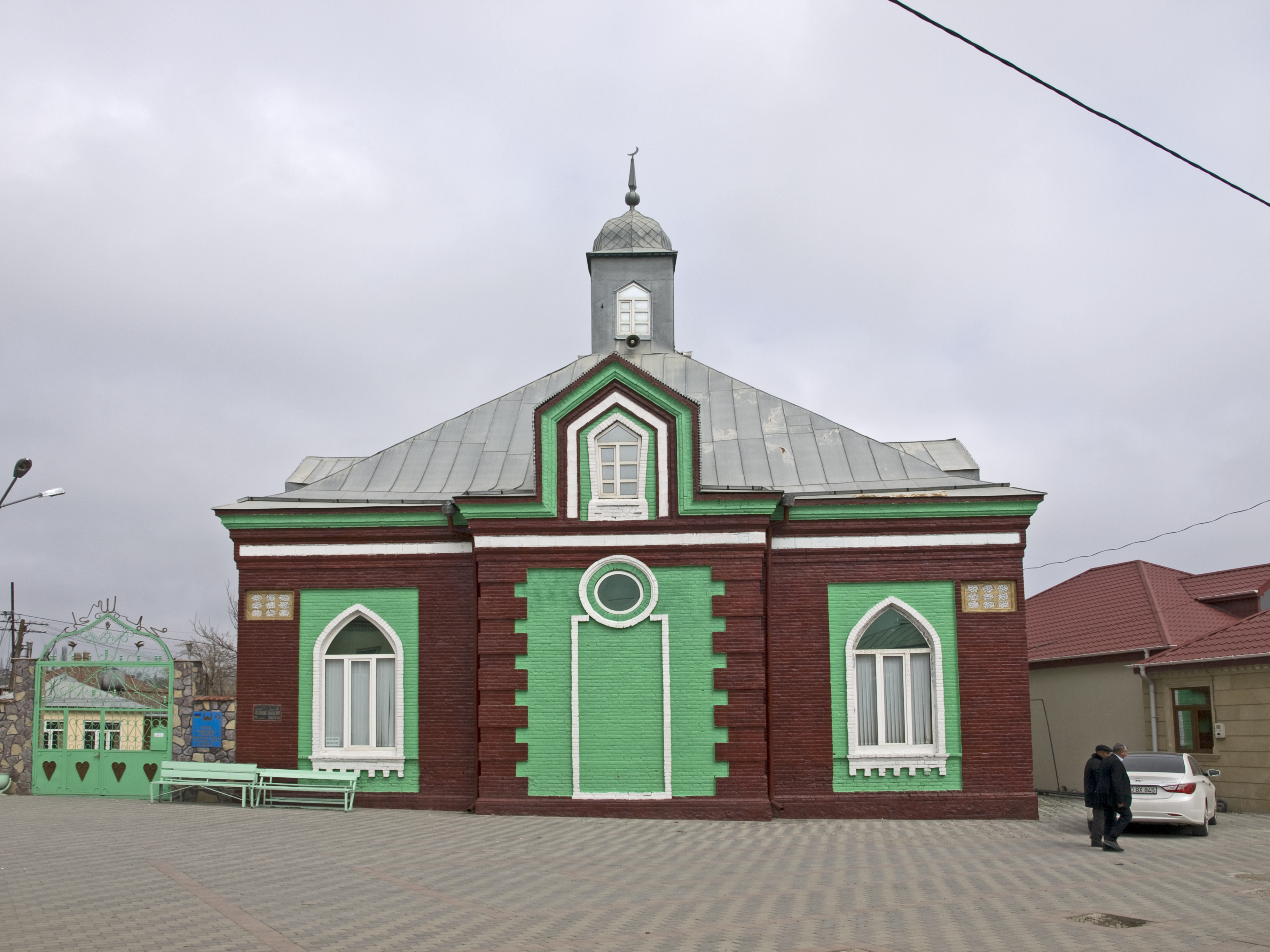
Мечеть «Ардебиль» в городе Губа (квартал Ардебиль)

Шахсевенами был основан квартал «Ардебиль» в городе Губа.
По данным конца XIX века, шахсевены наряду с азербайджанцами (в источнике указаны, как «татары») были указаны отдельно и численность мужского пола шахсевенов по Бакинской губернии была следующая:
- Бакинский уезд — 194 чел. (0,5 %)
- Джеватский уезд — 1356 чел. (4 %)
- Ленкоранский уезд — 462 чел. (1 %).

Шахсевены Бакинской губернии являются выходцами из Персии (из Ардебиля) и переселились в Бакинскую губернию в конце XIX века.

#### Апшерон
Б. В. Миллер, в 1928 году, сообщал, что «апшеронские тюрки частью выходцы из шахсевен».
Им приписывается основание апшеронского селения Ахмедлы. Также шахсевенами считалась часть жителей другого бакинского селения Хоусан (Говсан). Данные о шахсевенах встречаются в ряде других апшеронских посёлков (махалля и мечеть «Шахсевен» в Мухаммеди, Тюркан (род Караджа), Мардакян, Бина) и в прочих.

#### Карабах и соседние регионы

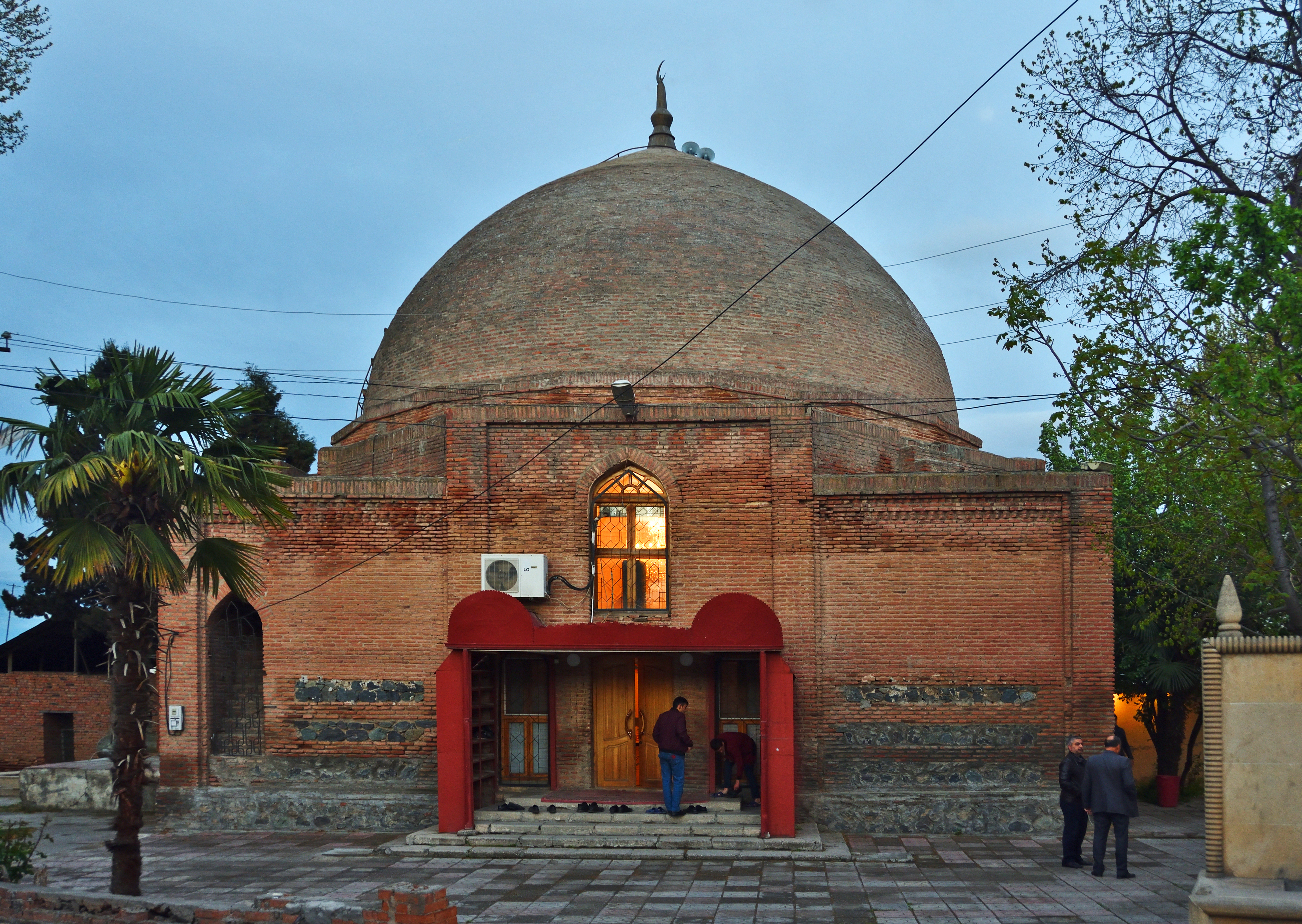
Мечеть «Шахсевен» в Гяндже

В городе Гянджа на западе Азербайджана имеется квартал «шахсевенлер», и расположена одноимённая мечеть. Одна из махалля шекинского села Ашагы-Гёйнюк именуется «Шахсевен».
Тофик Мустафазаде говорит о проживании шахсевен в Карабахе делившихся во времена Карабахского ханства на шесть составляющих (Годжабейли, Бенделибейли, Поладлы, Демирчили, Саруханбейли и Новрузалибейли). Согласно Р. Юзбашеву, от одного из родов шахсевенов происходит топоним «Ходжалы». Среди исторических шахсевенских тайфа указываются Хаджи-Ходжалу (возможно происходят от группы Ак-Коюнлу — Ходжа-Хаджилу и/или от Хаджи-Казили упоминаемых Олеарием) и Дурсун-Ходжалу.

#### Мугань
В период Сефевидов (а возможно, уже при Каракоюнлу) Мугань стала владением шиитских туркоманских племён, составлявших основную опору династии и ставших известными как Шахсевены.
С XVI века по начало XX века основная часть жизни воинственных шахсеванских племён была связана с Муганью. Шахсевены состоящие преимущественно из различных огузо-туркменских родов, использовали Мугань как зимовье. Они основали в Мугани множество мест и деревень. Ход истории привёл к распространению шахсевенов в самые разнообразные регионы Азербайджана. Потомки шахсевенских племён Полад-Tугай, Удуллу, Муганлы, Сарханлы, Сарыханбейли, Джомушлу, Бидали, Новрузлу, Бейдили, Сарванлы, Ходжабейлиляр, Поладлылар, Демирчиляр, Гурдлар, Заргялиляр, Бендалибейлиляр, Новрузалибейлиляр, и так далее проживают в Имишлинском, Саатлинском, Сабирабадском, Аджикабульском, Сальянском, Билясуварском, Джалилабадском и в других районах.
Легкобытов пишет об осевших в Аркиванском магале шахсевенах. В Масаллинском районе Азербайджана располагаются сёла Биринджи Еддиоймаг, Икинджи Еддиоймаг (по данным конца XIX века, население состояло из шахсевенов-шиитов) и Хырмандалы (так же связывается с шахсевенами). Одноимённое село находится и в Билясуварском районе.
В Имишлинском районе Азербайджана находятся сёла Карагювендикли (по данным 1860—1870 годов население состояло из шахсевенов-шиитов) и Чахырлы (одна часть населения обозначалась как шахсевены, а другая — как «татары»).
В Сабирабадском районе известно село Сарыханбейли, о котором приводились такие сведения: «… заслуживают внимания старейшие жители Мугани — саруханбеклинцы, об’единенные в один Саруханбеклинский сельсовет, состоящий из трех кочевок с 146 семьями. Местом постояного пребывания саруханбеклинцев надо считать восточную часть Мугани, точнее — Алибайрамлинский дайра, в низовьях Ленинского канала и севернее его. Саруханбеклинцы, по всем данным, — одно из шахсеванских племен, застрявшее в Сальянском у. и порвавшее свои хозяйственные связи с Персией. Среди племен шахсеванов, приходивших в свое время в Муганскую степь упоминаются, между прочим, и саруханбеклинцы».
В Саатлинском районе в сёлах Мирджалал, Султанабад, Караевли, Набатгышлаг и других живут потомки шахсевен.

## Этнография

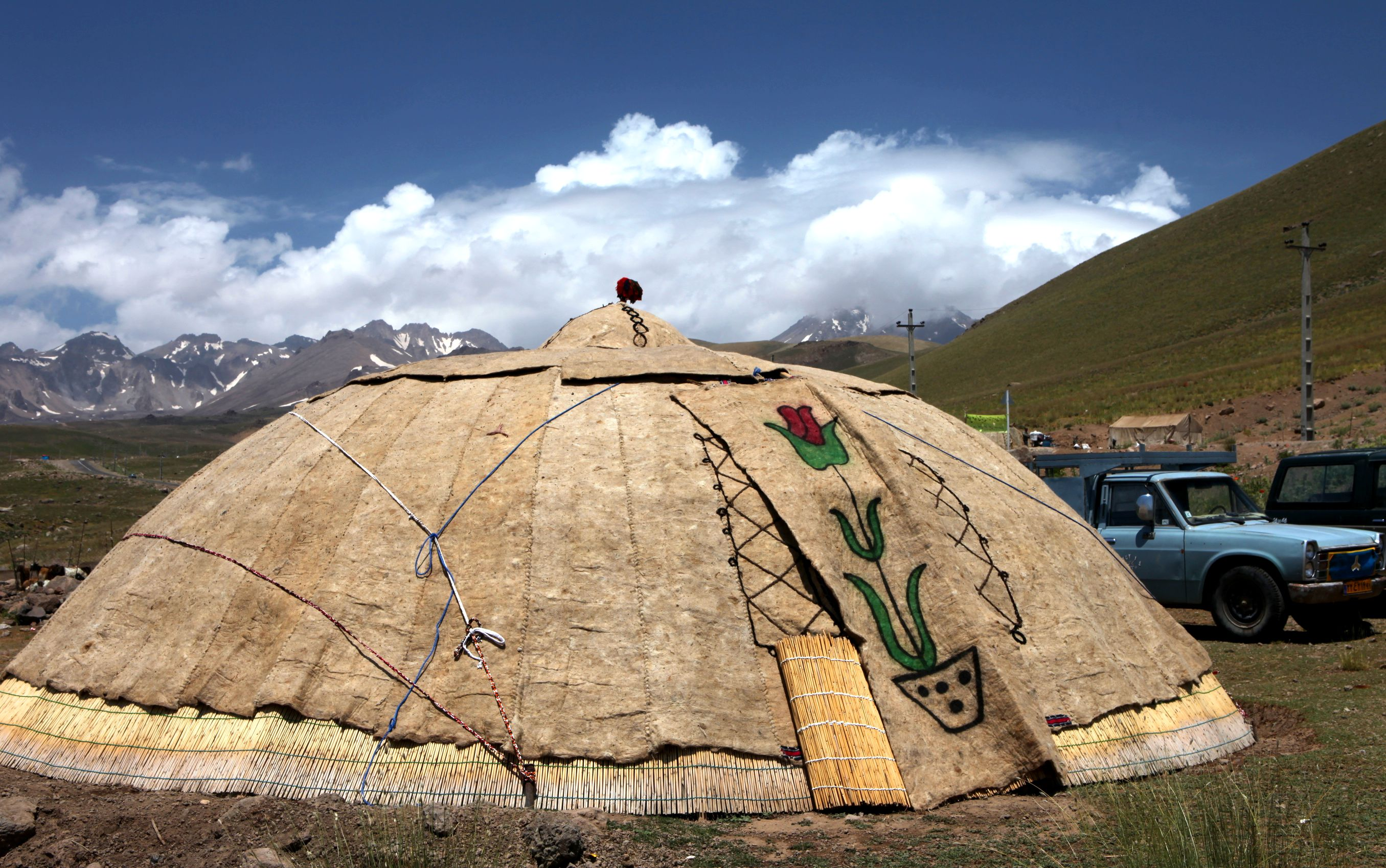
Войлочная палатка шахсевен

Племенная структура шахсевенов насчитывает большое количество разных институтов, расположенных в нисходящем порядке. Так самой крупной единицей структуры племени будет являться этническая группа, затем племя, род, губак, убе и семья. Губак в племенах шахсевенов является основной родоплеменной единицей, составляющей основу рода. Обычно губак состоит из 20-30 семей, которые занимаются перегоном общего стада с пастбища на пастбище. Сам по себе губак может обобщённо называться небольшим отдельным племенем.
Убе также состоит из нескольких семей, ведущих совместное хозяйство, но представляет собой меньшую по отношению к губаку единицу.
В некоторых источниках говорится о том, что у шахсевенов существует 11 племён и 90 убе. Согласно другому делению, этот племенной союз может рассматриваться как 32 мешгиншахрских племени и 13 ардебильских, которые, в свою очередь, делятся на более мелкие единицы.
Управление этнографической группой производится ильбеками. Ильбек отвечает за соблюдение порядка и сбор налогов. Помимо этого поместным управлением племени занимается бек, назначенный ильбеками.
Аксакалы (белобородые) являются воплощением политической, экономической, религиозной и социальной элиты.

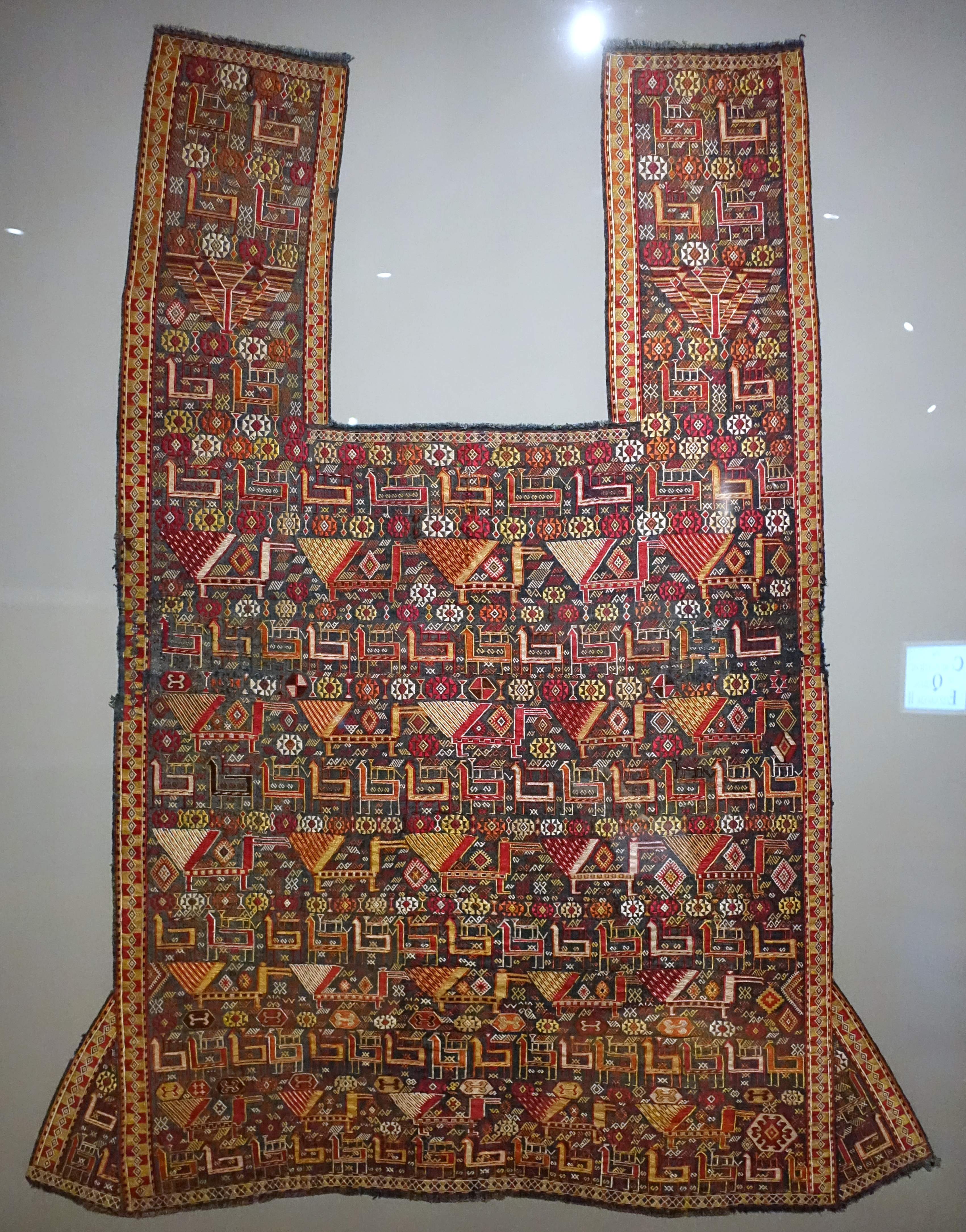
Шахсевенская лошадиная попона

Традиционное жилище шахсевен — шатры, палатки.
Мужская одежда — белая или синяя рубаха, суконные коричневые шаровары, черкеска, баранья папаха, поршни. Зимой шахсевены носят бараньи шубы с длинными рукавами. Головы бреют, оставляя на висках локоны, носят бороды. Женский костюм — синяя рубаха, шаровары, архалук, синяя чадра, шерстяные чулки, чувяки, золотые и серебряные украшения. Голову женщины повязывают платком.
Традиционная пища — плов, похлёбки, баранина, молочные продукты.
Шахсевены сохраняют племенное деление и некоторые домусульманские обычаи (в том числе погребальные).
Существование богатых пастбищ, а также угодий, пригодных для разведения крупного и мелкого рогатого скота, в совокупности с подходящим для животноводства климатом, определило основной род занятий шахсевенов. Так, основа экономической составляющей племен — это разведение коров, буйволов, овец, верблюдов и коз.
Женщины шахсевенских племен занимаются плетением килимов, джаджимов, лошадиных попон и хурджибов, что также играет роль экономического подспорья племени. Изготавливаемые в Шуше шахсевенские сёдла считались лучшими и высоко оценивались.

## Язык
Шахсевены говорят на диалектах азербайджанского языка. Фактически, хотя систематического сравнения региональных азербайджанских тюркских диалектов не было опубликовано, есть свидетельства того, что в некоторых отношениях, например, в гармонии гласных, шахсевены говорят на «более чистом» тюркском языке, чем их оседлые соседи-«таты». Число говорящих на 1998 год указывалось в 370000 человек.

## В искусстве
Существует ашыгское произведение «Шахсевени». Среди других ашыгских напевов входит в репертуар гёйчинских ашыгов. «Шахсевени» был распространён на бакинских свадьбах и в Нахичевани (песенная версия в схожей с яллы форме).
Про шахсевен Азербайджанской республики снят документальный фильм.
Шахсевен в своём произведении «Не оглядывайся, старик» упоминает азербайджанский писатель Ильяс Эфендиев: «КЫЗЫЛБАШОГЛЫ. Кызылбашоглы Али, сопровождавший бабушку Фатьму, был высокий парень с длинными рыжеватыми волосами; на нем были сапоги, чоха и десятизарядный маузер в деревянной кобуре.
Он был родом из древнего племени Шахсевен, часть которого жила здесь, часть — в Южном Азербайджане. Кызылбашоглы Али состоял в личной охране дедушки Байрама».

## Видеоматериалы
- Шахсевены / Документальный фильм Архивная копия от 3 декабря 2019 на Wayback Machine
- Azərbaycan türkləri — Şahsevənlər
- Savalanda Şahsevənlər
- Шахсевены-Мугань